# 좋은 친구들 (2013년 영화)
"좋은 친구들"은 2013년에 개봉한 대한민국의 영화이다.

## 캐스팅
- 연정훈 : K 역
- 이지훈 : 준호 역
- 최정원 : 나츠미 역
- 키타무라 카즈키 : 테츠야 역
- 김영훈 : 유우지 역
- 이찬영 : 성호 역
- 구필우 : 영준 역
- 홍성혁 : 현수 역
- 김민호 : 경환 역